# The Alster Case
The Alster Case er en amerikansk stumfilm fra 1915 af J. Charles Haydon.

## Medvirkende
- Bryant Washburn som George Swan
- John Cossar som Trask
- Ruth Stonehouse som Beatrice
- Anne Leigh som May Walsh
- Louise Crolius som Cornelia Alster